# AI Safety Summit

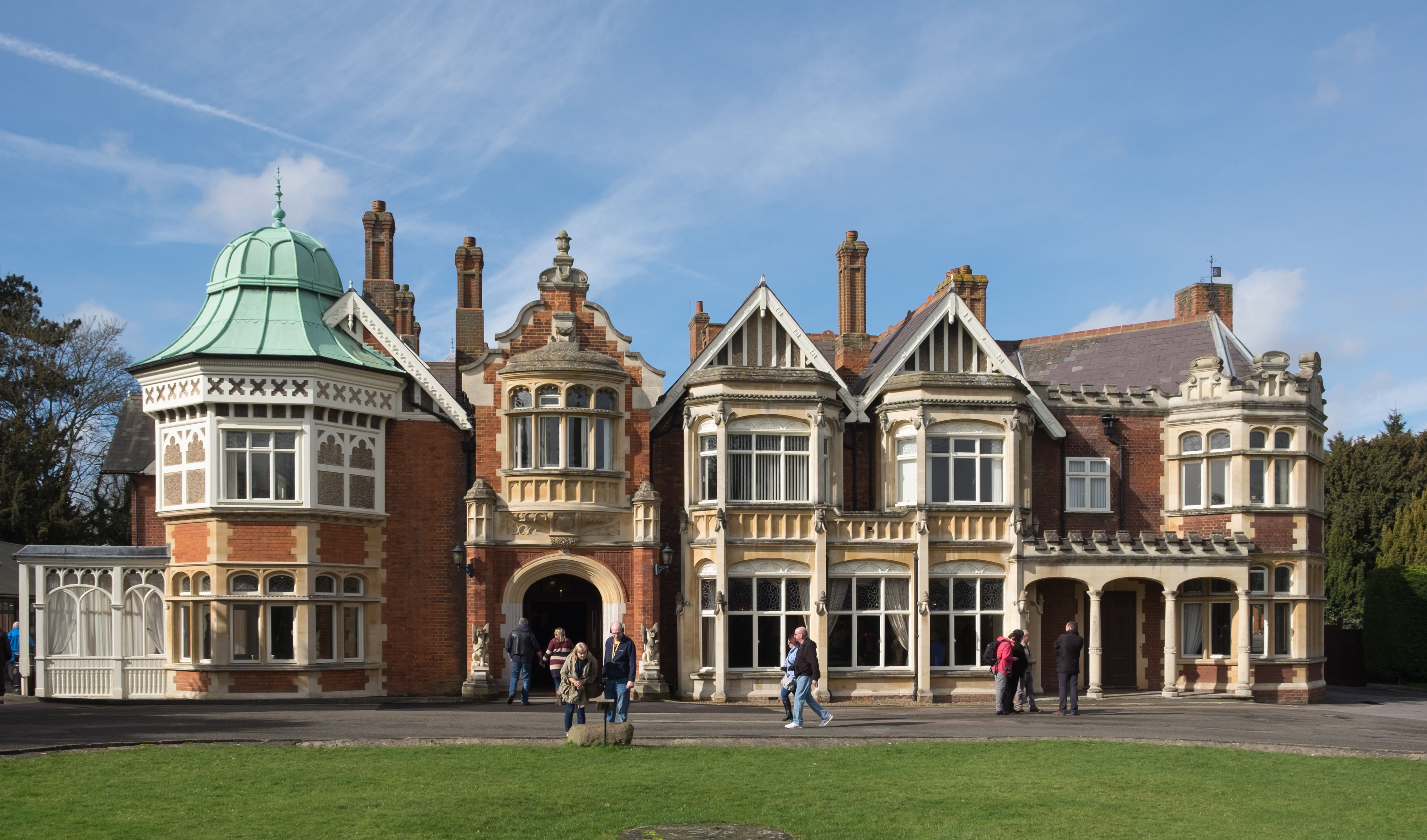
Bletchey Park, nella città di Milton Keynes.

L'AI Safety Summit è stata una conferenza internazionale che ha discusso la sicurezza e la regolamentazione dell'intelligenza artificiale. Si è tenuta a Bletchley Park, nella città di Milton Keynes, il 1° e il 2 novembre 2023.  È stato il primo vertice globale sull'intelligenza artificiale in assoluto e si è ripetuto negli anni successivi.

## Contesto
L'allora primo ministro del Regno Unito, Rishi Sunak, ha fatto dell'IA una delle priorità del suo governo, annunciando che il Regno Unito avrebbe ospitato una conferenza globale sulla sicurezza dell'IA nell'autunno del 2023.

## Sede
Bletchley Park era una struttura per la decrittazione dei codici itedeschi nella Seconda guerra mondiale, fondata dal governo britannico sul sito di un maniero vittoriano e situata nella città britannica di Milton Keynes. Ha svolto un ruolo importante nella storia dell'informatica, essendo alcuni dei primi computer moderni stati costruiti all'interno della struttura.

## Partecipanti

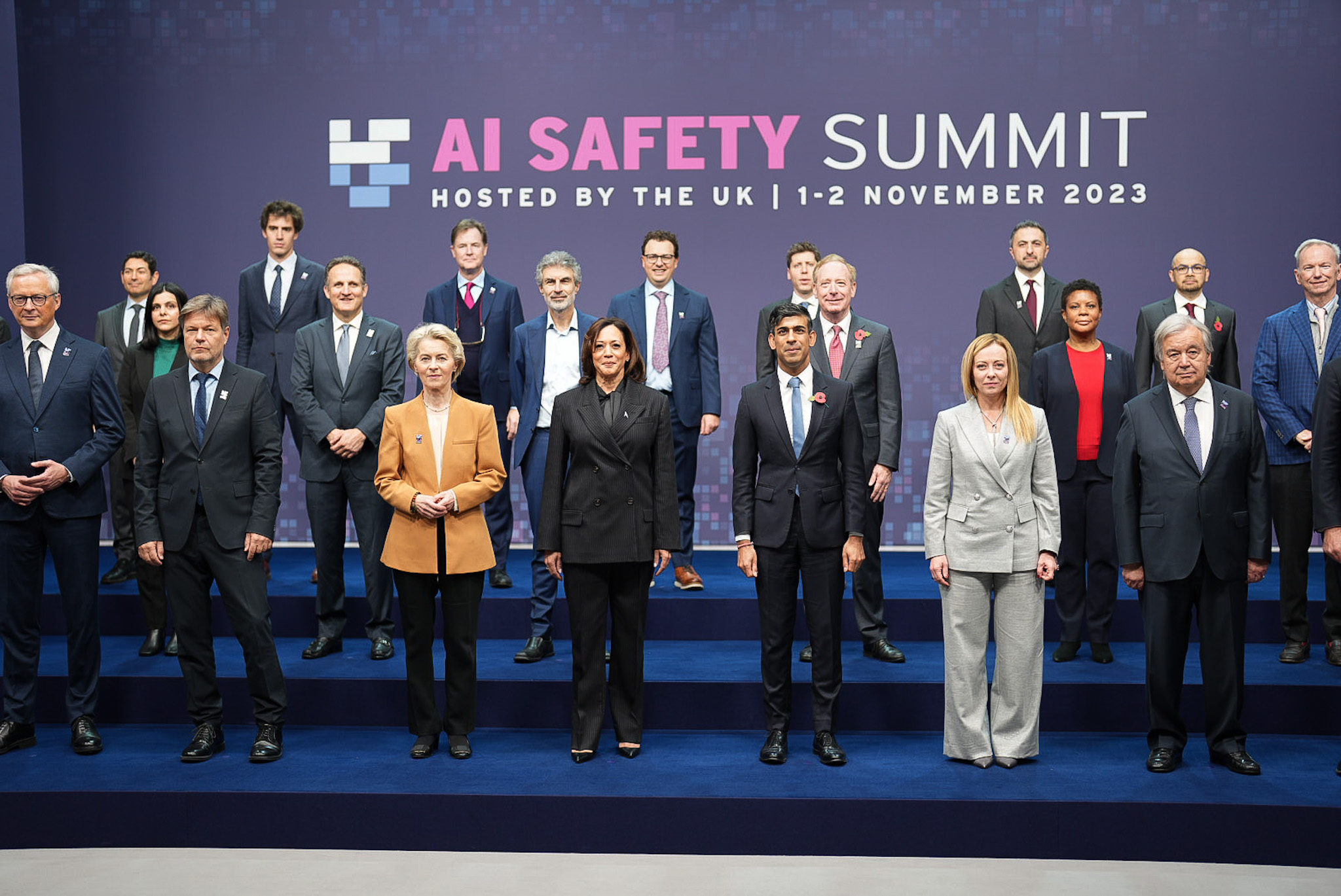
Foto di gruppo dei partecipanti al summit

Tra i partecipanti più illustri si ricordano: Rishi Sunak, Kamala Haris, re Carlo III d'Inghilterra (videoconferenza), Elon Musk, Giorgia Meloni, Ursula von der Leyen, Sam altman, Nick Clegg, Mustafa Suleyman, Michelle Donelan, Věra Jourová, Gina Raimondo, Wu Zhaohui.

## Risultati
28 nazioni partecipanti al vertice, tra cui Stati Uniti, Cina, Australia e Unione europea, hanno sottoscritto la Dichiarazione di Bletchley, un accordo che invita alla cooperazione per gestire le sfide e i rischi dell'intelligenza artificiale.  La Dichiarazione di Bletchley afferma che l'IA dovrebbe essere progettata, sviluppata, implementata e utilizzata in modo sicuro, affidabile e responsabile, incentrato sull'uomo.
Il documento enfatizza il ruolo della regolamentazione della Frontier AI, termine che indica i sistemi di IA più recenti e potenti. Tra le preoccupazioni sollevate al vertice vi sono il potenziale utilizzo dell'IA per il terrorismo, l'attività criminale e la guerra, nonché il rischio esistenziale per l'umanità nel suo complesso.

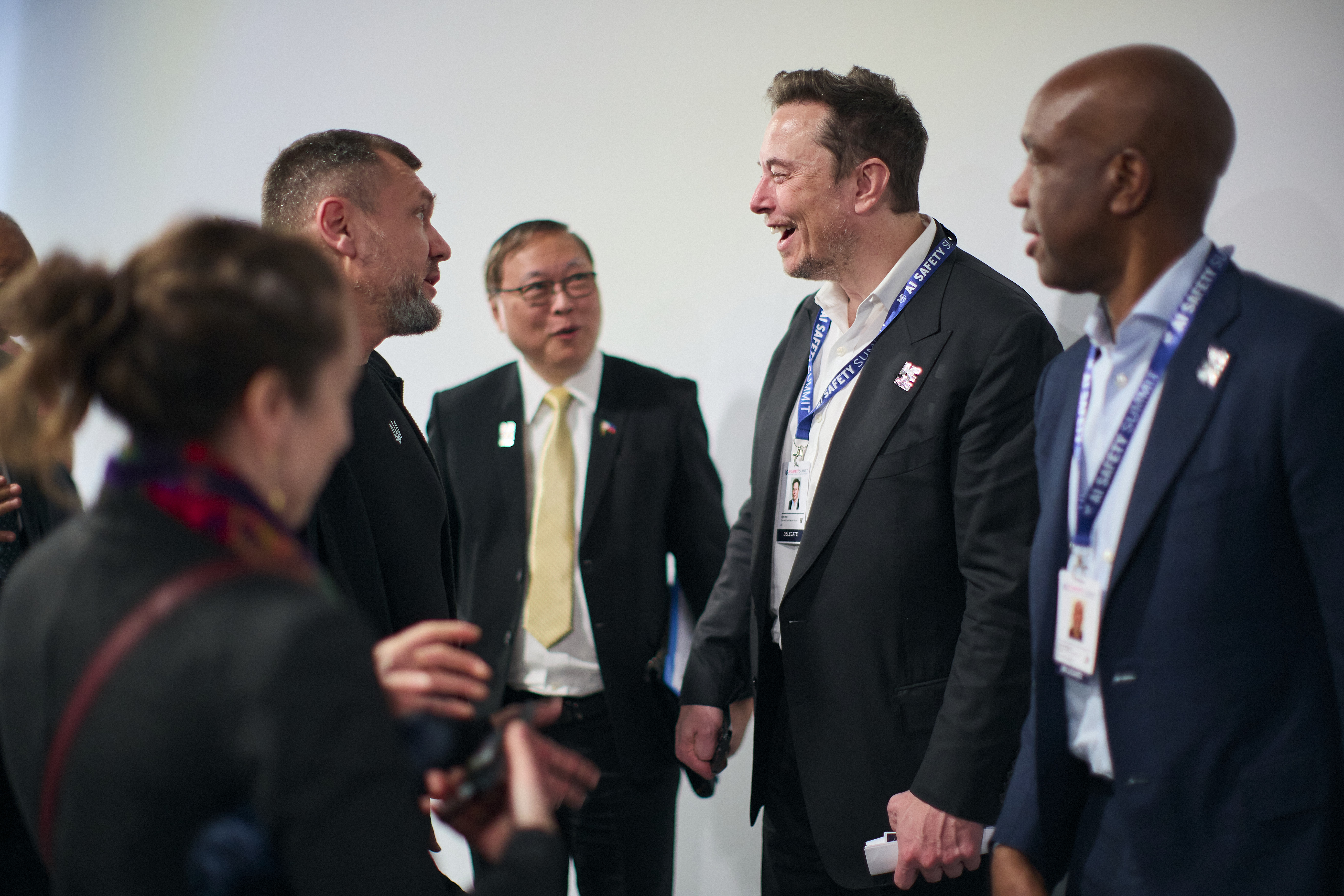
Elon Musk parla ai delegati il primo giorno dell'AI Safety Summit.

Elon Musk ha tenuto un discorso ai delegati il primo giorno dell'AI Safety Summit.
Il presidente degli Stati Uniti, Joe Biden, ha firmato un ordine esecutivo che impone agli sviluppatori di IA di condividere i risultati sulla sicurezza con il governo statunitense. Il governo statunitense ha anche annunciato la creazione di un Istituto americano per la sicurezza dell'IA, come parte del National Institute of Standards and Technology.
L'imprenditore tecnologico Elon Musk e Sunak hanno rilasciato un'intervista in diretta sulla sicurezza dell'IA il 2 novembre su X.

## Secondo summit
Il secondo summit si è svolto in Corea del Sud il 21 e 22 maggio 2024.

## Terzo summit
Il terzo summit ha avuto luogo in Francia il 10 e 11 febbraio 2025.